# Rivière Petite Plaine
Ne doit pas être confondu avec Rivière Grande Plaine.
La rivière Petite Plaine est un cours d'eau de Basse-Terre en Guadeloupe prenant source dans le parc national de la Guadeloupe et se jetant dans la mer des Caraïbes.

## Géographie

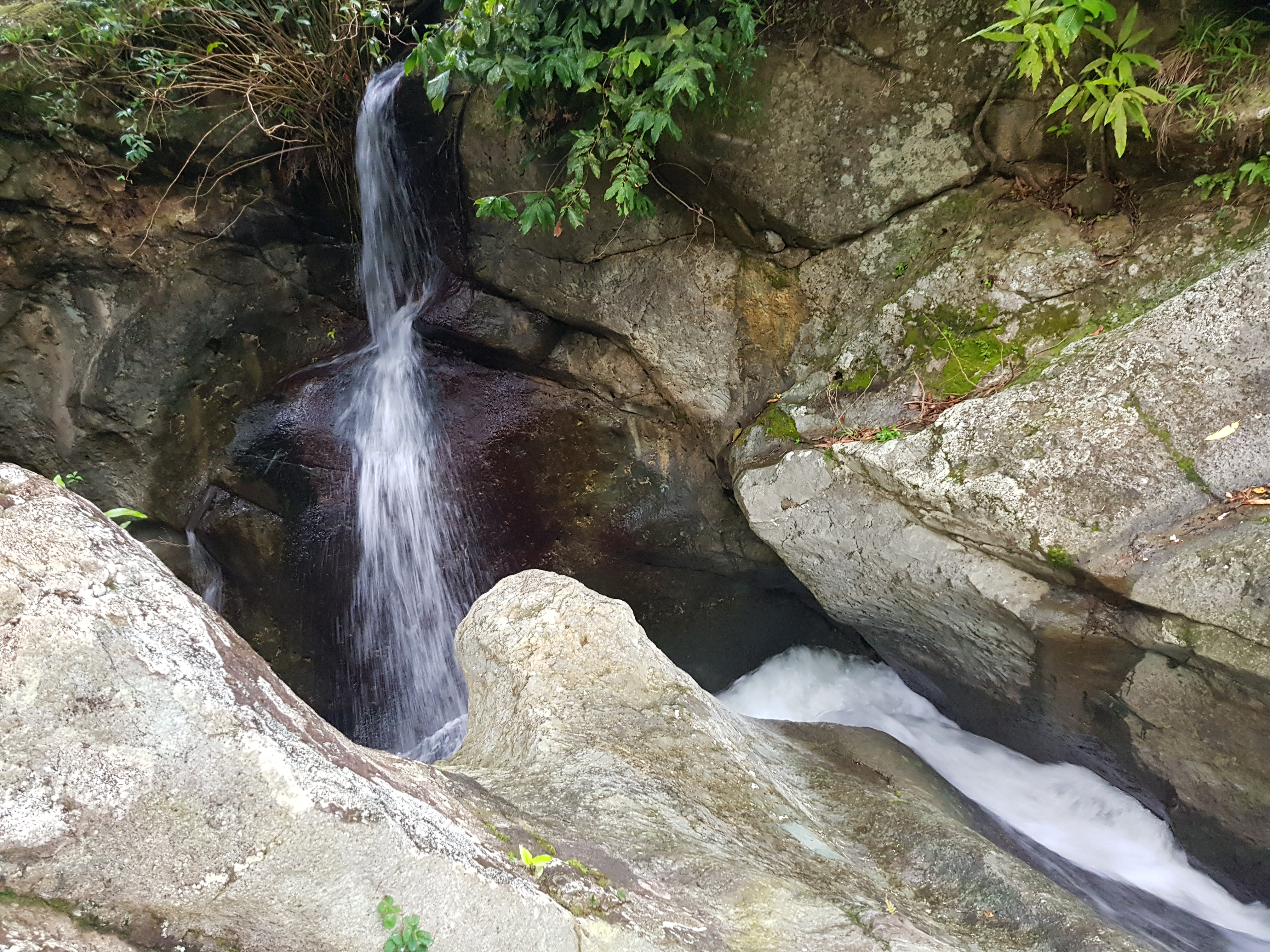
Ravine Espérance se déversant dans la rivière Grande Plaine au sanctuaire de Notre-Dame des Larmes

Longue de 7,5 km, la rivière Petite Plaine prend sa source sur les pentes occidentales du pic Richard sur la commune de Pointe-Noire. Elle est rapidement alimentée par la confluence de plusieurs ravines à proximité – Grande Ravine, Ravine Fendre-Fouque, Rivière Layette – et traverse, sur l'intégralité de son cours, la commune de Pointe-Noire pour se jeter dans la mer des Caraïbes au nord de la Pointe Botrel, près de la Maison du Bois, dans l'Anse Guyonneau.
Au confluent de la rivière Espérance et de la Rivière Petite Plaine a été construit le Sanctuaire de Notre-Dame des Larmes.